# Pino D’Angiò

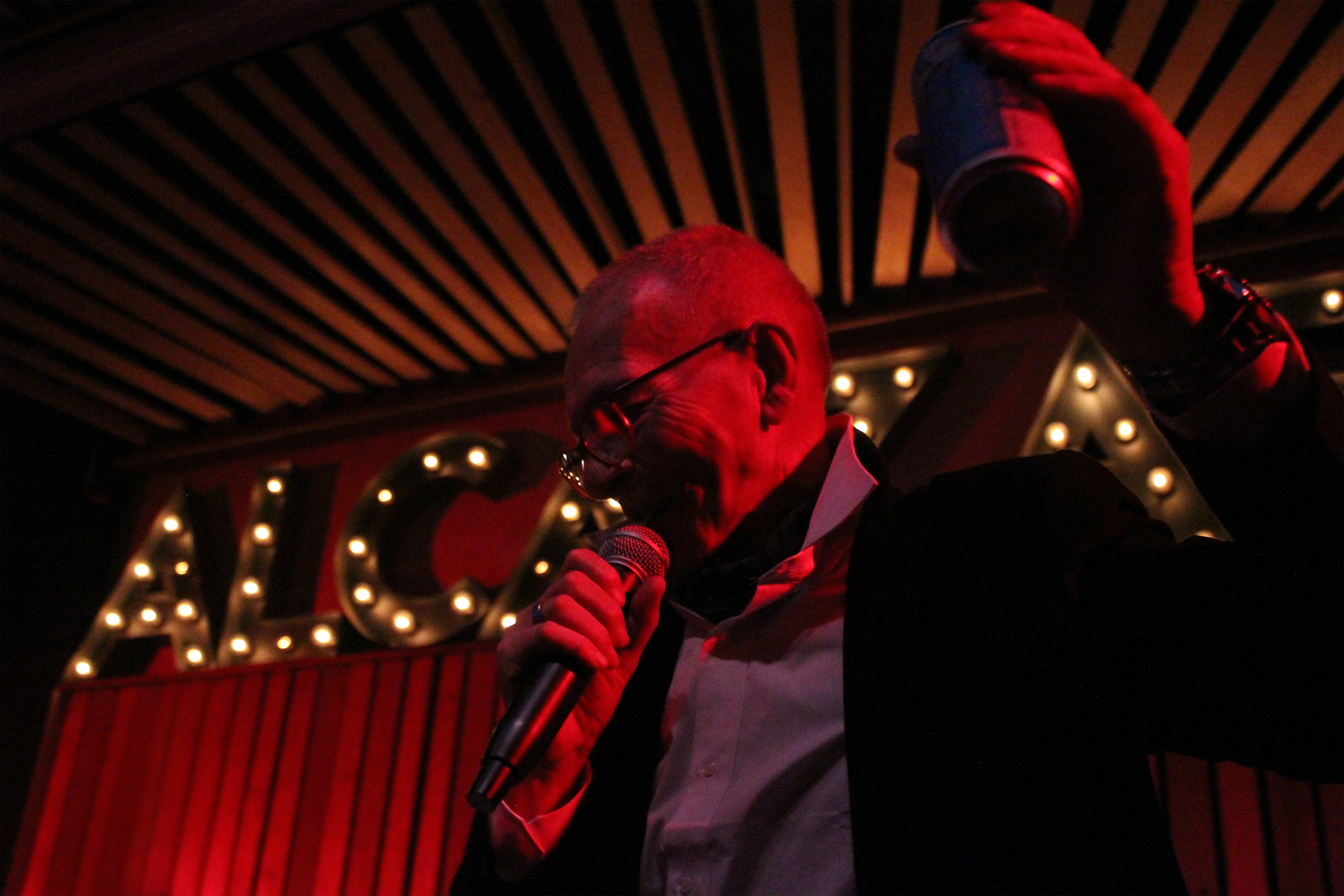
Pino D’Angiò (2023)

Pino D’Angiò (bürgerlich Giuseppe Chierchia; * 14. August 1952 in Pompei; † 6. Juli 2024 in Rom) war ein italienischer Musiker. Er gehörte zu den erfolgreichsten Interpreten des Italo Disco.

## Leben und Werk
Giuseppe Chierchia war der Sohn eines Bergbauingenieurs. Er verbrachte seine Kindheit in den Vereinigten Staaten, wo sein Vater für Exxon arbeitete. In den USA entdeckte er seine Liebe für die Funk- und Soulmusik von Joe Tex und James Brown. Nach Italien zurückgekehrt studierte er Medizin an der Universität Siena. Um sein Studium zu finanzieren, spielte er Gitarre im Kabarett-Theater „Pozzo di Beatrice“ in Florenz. Dort wurde er 1979 von Enzo Leoni entdeckt, zu dem Zeitpunkt Produzent der Sängerin Mina.
Noch im gleichen Jahr erschien D’Angiòs erste Single È libera scusi?, mit der ihm in seinem Heimatland auch der Durchbruch gelang. Das im Jahr darauf veröffentlichte Lied Ma quale idea, das auf den beiden 1979 veröffentlichten Titeln Rhythm Talk des Sängers Jocko und Ain’t No Stoppin’ Us Now der Gruppe McFadden & Whitehead basierte, wurde sein bekanntestes Stück und avancierte mit rund zweieinhalb Millionen verkauften Einheiten allein in Italien zu den erfolgreichsten Titeln des Italo Disco. Ma quale idea wurde auch noch in französischer und spanischer Sprache veröffentlicht. Coverversionen von dem Titel wurden von den Gruppen Flaminio Maphia und Madison Avenue (Don’t Call Me Baby) veröffentlicht. Thomas Anders verwendete bei dem Titel King of Love das gleiche Bassmotiv.
In den folgenden Jahren veröffentlichte D’Angiò noch weitere Alben und Singles, doch mit keinem dieser Tonträger konnte er einen auch nur annähernd gleichen Erfolg erzielen. Am italienischen Musikwettbewerb Festivalbar nahm er 1981 und 1982 mit mäßigem Erfolg teil.
Gemeinsam mit Bruno Sanchioni gründete er 1990 das Tranceprojekt Age of Love, das mit dem gleichnamigen Titel einen der ersten Trance-Hits produzierte.
Im Folgenden arbeitete er als Radiomoderator für die italienische Rundfunkanstalt RAI und wirkte in verschiedenen Theaterstücken als Schauspieler mit.
Pino D’Angio verstarb nach langer schwerer Krankheit in seiner Wahlheimat Rom am 6. Juli 2024.

## Diskografie
Alben
- 1981: Balla! (Rifi Recordings)
- 1982: Ti regalo della musica (Bellaphon)
- 1982: Ma quale idea (Qué idea) (Velvet de Venezuela)
- 1983: Evelonpappa, Evelonmamma (Wea)
- 1984: Una notte maledetta (SGM Records)
- 1988: Gente Si & Gente No (Aspa)
- 1989: Dancing In Jazz (Carosello)
- 1991: STS – Siamo tutti stufi (JBR Records)
- 1999: I successi (D.V. More Record)
- 1999: Ma quale idea? e le altre storie (Carosello)
- 2002: Lettere a Federico Fellini (Zetazero)

Singles
- 1980: Ma quale idea (IT: Gold (2024) )
- 2024: Ma che idea (mit Bnkr44)

## Auszeichnungen für Musikverkäufe
| Goldene Schallplatte - Spanien - 1981: für das Album Ma quale idea (Qué idea) |

Anmerkung: Auszeichnungen in Ländern aus den Charttabellen bzw. Chartboxen sind in ebendiesen zu finden.
| Land/RegionAuszeichnungen für Musikverkäufe (Land/Region, Auszeichnungen, Verkäufe, Quellen) | Gold     | Platin  | Verkäufe | Quellen       |
| -------------------------------------------------------------------------------------------- | -------- | ------- | -------- | ------------- |
| Italien (FIMI)                                                                               | Gold1    | Platin1 | 150.000  | fimi.it       |
| Spanien (Promusicae)                                                                         | Gold1    | —       | 50.000   | mediafire.com |
| Insgesamt                                                                                    | 2× Gold2 | Platin1 |          |               |